# Pollimyrus eburneensis
Pollimyrus eburneensis is een straalvinnige vissensoort uit de familie van de tapirvissen (Mormyridae). De wetenschappelijke naam van de soort is voor het eerst geldig gepubliceerd in 1991 door Bigorne.